# Johanne Meyer
Johanne Marie Abrahammine Petersen (1. juli 1838 i Aalborg - 4. februar 1915 på Frederiksberg) var en dansk kvindesagsforkæmper og redaktør af Kvindebladet Hvad vi vil.

## Familie og opvækst
Datter af Sophie Frederikke Lundberg (1799 i København - ca.1863) og Lauritz Petersen (1802 i Aarhus-1856). Johanne er opvokset i gaden Tiendeladen tæt ved Budolfi Kirke i Aalborg hvor faderen arbejdet som toldbetjent.

## Grundtvig-koldske friskole
I 1858 flyttede Johanne og ægtefælle Emil til Nyborg hvor Johanne drev en Grundtvig-koldsk inspireret friskole. Christen Kold havde i 1863 som den første i Danmark åbnet sin højskole for unge kvinder i Dalum syd for Odense.

## Kvindesagsforkæmper
Tekst mangler, hjælp os med at skrive teksten

## Ægteskab og børn
Den 13. august 1858 giftede Johanne sig med købmand Emil Lauritz Meyer (14. april 1833 i København - 23. maj 1917 på Frederiksberg.) Emil var mosaisk jøde og konverterede ved vielsen til kristendommen. I ægteskabets tidlige år (1858-1867) boede ægteparret i Nyborg hvor Emil havde etableret en kolonial- og manufakturhandel.
I 1867 flyttede familien til København, hvor Emil fik borgerbrev med ret til at drive brændevinshandel.
Johanne fødte fem børn, men ingen af dem overlevede småbarnsstadiet. Derimod adopterede parret Godina Petroline Henriette Rasmussen (1852) mens de boede i Nyborg. Efter flytningen til København tog familien yderligt fire børn i pleje: August (1865), Anna Christiane Nielsen (1873), Peter Alfred Luis Brandt (1874), Carl Otto Møller (1875)